# (598855) Agerer
(598855) Agerer ist ein Asteroid des inneren Hauptgürtels, der die Sonne in knapp dreieinhalb Jahren umkreist. Agerer wurde am 26. Februar 2009 vom deutschen Astronomen Felix Hormuth am Calar-Alto-Observatorium in Spanien entdeckt.
Im Jahr 2023 wurde der Asteroid nach dem deutschen Hobbyastronomen Franz Agerer (1943–2022) benannt, der bei seinen Beobachtungen mehr als 200 veränderliche Sterne entdeckte. Weiterhin führte er die Lichtenknecker Database der Bundesdeutschen Arbeitsgemeinschaft für Veränderliche Sterne (BAV) fort, eine von Dieter Lichtenknecker erstellte Sammlung der Minima von bedeckungsveränderlichen Sternen.